# Avinguda de Catalunya (Lleida)
L'avinguda de Catalunya és una de les avingudes importants i amb més trànsit vehicular de la ciutat de Lleida, amb 3 carrils en cada sentit, tot i la seva curta longitud. Es tracta d'una prolongació de la rambla d'Aragó: des de la font de plaça Catalunya fins al Pont de la Universitat que travessa el riu Segre.
S'hi troba l'edifici de sindicats, també anomenat «edifici Ducados» per la seva semblança amb la capsa blava de cigarretes, i la Casa Baró o «la Vinícola»', un edifici d'estil modernista projectat per Joan Bergós i rehabilitat recentment. Al capdavall es troba l'estació de cotxes de línia de la ciutat.